# Momoko Kōchi
Momoko Kōchi (河内 桃子, Kōchi Momoko) est une actrice japonaise, née le 7 mars 1932 et morte le 5 novembre 1998, connue pour sa participation au film Godzilla (1954) d'Ishirō Honda.

## Biographie

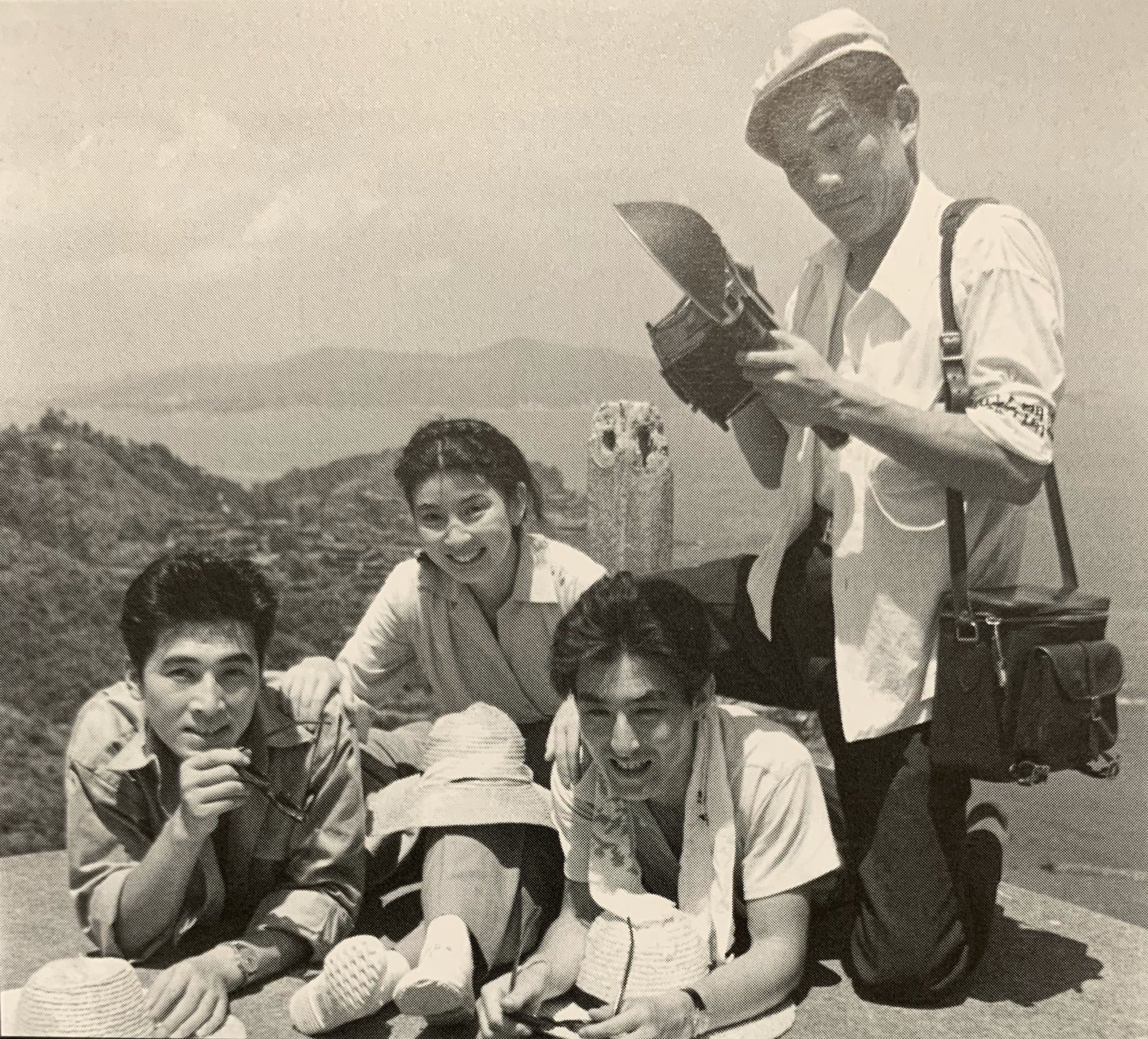
De g. à d. : Akira Takarada, Momoko Kōchi, Akihiko Hirata et Sachio Sakai sur le tournage de Godzilla (1954).

Actrice du studio japonais Tōhō, elle débute au cinéma en 1953, rapidement choisie pour interpréter le rôle d'Emiko Yamane dans le film Godzilla. Ce film contribue à populariser l'actrice au Japon mais également aux États-Unis et dans d'autres pays où le film connaît le succès. Elle reprend son rôle en 1956 dans Godzilla, King of the Monsters!.
Par la suite, Momoko joue dans plusieurs films de science-fiction, tels que Prisonnière des Martiens en 1957. Elle joue également aux côtés de John Carradine et Akira Takarada (son partenaire dans Godzilla) dans L'Abominable homme des neiges (en) (1955).
Sa carrière s'espace ensuite à partir des années 1960 où elle joue au théâtre et à la télévision. En 1995, elle reprend le rôle d'Emiko Yamane dans Godzilla vs Destroyah.
Momoko Kōchi meurt en 1998 des suites d'un cancer du côlon.

## Filmographie partielle

### Cinéma
- 1953 : A Woman's Heart Released
- 1954 : Take-chan shacho : Mariko
- 1954 : Doyoubi no tenshi
- 1954 : Godzilla (Gojira) : Emiko Yamane
- 1955 : Izumi e no michi
- 1955 : Yuki no koi
- 1955 : Seifuku no otome tachi : Yukie Miyake
- 1955 : Sanjusan go sha otonashi
- 1955 : Jū jin yuki otoko : Machiko Takeno
- 1956 : Godzilla, King of the Monsters! : Emiko Yamane
- 1956 : Norihei no daigaku
- 1956 : Ōabare Cha-Cha musume
- 1956 : Hadashi no seishun : jeune femme du village Kuro
- 1956 : Fukuaki no seishun
- 1957 : Yoru no kamome
- 1957 : Taian kichijitsu
- 1957 : Goyōkiki monogatari : Yūko
- 1957 : Jirochō gaiden: Ōabare Santarō gasa
- 1957 : Waga mune ni niji wa kiezu : Ikuko Aso
- 1957 : Prisonnière des Martiens (Chikyū Bōeigun) : Hiroko Iwamoto
- 1958 : Oatari tanukigoten
- 1958 : Tōkyō no kyūjitsu
- 1958 : Furanki no sannin mae
- 1958 : Waga mune ni niji wa kiezu : Taeko Inohara
- 1958: L'Abominable homme des neiges (en) (Half Human: The Story of the Abominable Snowman) : Machiko Takeno
- 1960 : Onna no saka
- 1961 : Na mo naku mazushiku utsukushiku
- 1967 : Deux sœurs mélancoliques à Kyoto (古都憂愁 姉いもうと, Koto yūshū: Ane imōto?) de Kenji Misumi
- 1973 : Tokimeki
- 1977 :  Godzilla : Emiko
- 1983 : Konnichiwa Hânesu
- 1984 : Mitsugetsu
- 1985 : Mitsugetsu : Kane
- 1987 : C'est dur d'être un homme : Il était une fois Tora-san (男はつらいよ 寅次郎物語, Otoko wa tsurai yo: Torajirō monogatari?) de Yōji Yamada : Kimiko
- 1993 : Gurenbana
- 1995 : Godzilla vs Destroyah (Gojira VS Desutoroiâ) : Emiko Yamane

### Télévision
- 1982 : Matsumoto Seichō no Ekiro (Téléfilm)
- 1988 : Nonchan no yume (série TV)
- 1989 : Kyōtarō Nishimura's Travel Mystery 15 (Téléfilm)
- 1994 : Imōto yo (série TV) : Takako Matsui